# 秋田屋太右衛門
秋田屋太右衛門（あきたやたえもん、田中氏）宋栄堂は、江戸時代の大坂の出版業者。文化年間から明治まで大阪心斎橋通安堂寺町に店を構えて業を営んでいた。
『慶長以来書賈集覧』には別に、大野木氏・宝文堂として、秋田屋市兵衛（延宝 - 明治、心斎橋筋安堂寺町南入西側、二行節用集（延宝2年））、秋田屋市次郎（文政 - 、大阪長濱町）、秋田屋市五郎（天保 - 、心斎橋筋南久太郎町）、秋田屋幸助（弘化 - 慶応、心斎橋筋順慶町南入）が掲載されているが、これらとの関係は不明。
また、文化2年の町奉行所に出仕した記録、慶応元年丑9月に、京都の同業者である丸屋善兵衛との間に板株の売買を行ったこと、慶応3年9月には京都管屋宗八、および同幸助との間に『銅板唐宋詩語類苑大成』に関して係争・調停があったことの文書に名前が残っている。

## 作品
- 大庭景徳 訳『訳和蘭文語. 前,後編』秋田屋太右衛門、須原屋伊八 共同刊行、1855-1857（安政2-4）年。
- 扶歇蘭度 著、華傑満 訳 / 緒方章・緒方郁 訳、大庭景徳 参校『扶氏経験遺訓 巻之1-25』秋田屋太右衛門、1857年（安政4年）。

以下の作品は、矢島玄亮 編『徳川時代出版者出版物集覧 』に拠る。
- あまのくくつ、中島広足、嘉永3年序（相板）
- 医療薬方規矩（薬方選）、加藤謙斎、天保8年（相板・再板）
- 絵引節用集（絵引字集）、文政7年
- 絵本宝鑑6巻、橘宗重、文政1年（相板）
- 王学提綱、吉村晋、文久1年序（相板）
- 大秡執中抄二冊、近藤芳樹、元治1年
- 女今川姬小松、天保10年（相板、嘉永3年 相板）
- 女四書芸文図会4冊、清原宣明、天保6年
- 增補懐中食性、山本世孺、嘉永1年
- 画英 6巻、文化4年（相板）
- 和漢名筆画宝 6巻、明和4年
- 画引小説字彙、秋水園主人 編、天明4年（相板）
- 冠辞続貂 7巻、上田秋成、元治1年（相板）
- 九経談十冊、大田錦城
- 旧本大学騰議、吉村晋、安政6年（相板、旧本二字無）
- 狂歌崑山集 15巻、（相板）
- 狂歌和合集 2巻、石川雅望
- 去来文、向井去来、享和1年
- 銀海精微、文政7年（相板）
- 錦囊秘事宝 7巻、日下部不錬子 編、嘉永4年（三板）
- 古今和歌集 20巻、紀貫之、文政9年（相板）
- 月菴和尚法語、文政7年（相板）
- 孔叢子 10巻、塚田虎注、寛政7年跋（相板）
- 孝経楼漫筆（北山随筆）4巻、山本信有、安政3年（補板）
- 古音複字 5巻、明・楊慎、文久2年（相板）
- 古易又玄解、井上教親、文化8年
- 古今和歌集ひなことば 6巻、尾崎雅嘉
- 菜根譚 2巻、明·洪自誠、文政5年序（相板）
- 算法出世宝大全、天保5年（相板、再板）
- 山陽先生書後題跋 2巻、頼襄、天保7年
- 四書集註俚諺鈔 50巻、毛利瑚泊、正徳中（相板、再板）
- 四書大全 30巻 学庸或問 2巻、明・胡広、嘉永7年（相板）
- 七書正義 7巻、関重秀、天保13年（相板）
- 新校 拾遺和漢名数 2巻、竹田春庵編、天明7年序（相板）
- 女学則操鑑、天保5年（相板）
- 書経集伝 6巻、宋・蔡沈、慶応2年（相板）
- 女訓孝経教寿、八隅山人、文政5年
- 女用手習鏡、田中秋麿、天保12年
- 新刻重校增補 円機活法詩学大全 24卷 韻学全書 14巻、明・王世貞、文化15年
- 新增唐賢三体詩法 3巻、宋・周弼、安政3年（相板）
- 人物略画式、鍬形蕙斎、文化10年
- 前訓絵抄 2巻、嘉永2年
- 宋史新編 201巻、天保6年
- 曽祢好忠家集、曽祢好忠、文化13年序
- 楚辞灯 4巻、清·林雲銘、文政7年序
- 中華地理貴貞志、竜公美抄述、宝暦6年（相板）
- 近道塵劫記、天保5年（相板、嘉永3年）
- 庭訓往来抄、嘉永5年
- 銅版全図、文政9年（相板）
- 二十四孝絵抄、熊沢了介編、天保13年
- 日本才時記 7巻、貝原好古編、貞享中（相板、重板）
- 梅園双書 6巻、三浦晋、安政2年（相板）
- 俳諧月居七部集二冊、文政11年（相板）
- 俳諧道の便二冊、角斎竹巣月居等編、文政5年
- 俳諧問答、桃流舎文哉、嘉永3年
- 俳諧問答五冊、去来等、寛政12年序、文政7年補
- 芭蕉翁発句諸抄大成五巻、曙紫菴杉雨編、菊舎編、文政7年（相板）
- 万物故事要決 8巻（決作略・天保2年
- 比売鑑 12巻、中村惕斎編、宝永6年（相板）
- 標注職原抄校本六冊、近藤芳樹、元治1年
- 百姓囊 5巻、貝原篤信、文政8年
- 父子善誘法 2巻、明・唐彪編（相板）
- 秉燭或間珍 6巻、児島不求、宝永7年（相板）
- 民間備荒錄 2巻、建部由正、文政7年（補板）
- 增補改正 訳鍵五冊、広田憲寛、安政4年序（相板）
- 訳筌後編 4巻、荻生徂徠、天保12年（相板、補板）
- 幼学詩韻、成德隣、桧長裕編、文政4年（相板）
- 養生訓 9巻、貝原篤信、弘化中（再板）
- 類題玉石集二巻、鈴木高頴編、嘉永4年（相板）
- 標注 令義解校本六冊、近藤芳樹、元治1年
- 歴木辨、中島広足、天保6年序（相板）
- 我津衛 3巻、手島信、元治1年（再板）
- 和漢合類大節用集（和漢音釈書言字考節用集）、槇島昭武、文久1年

以下の作品は、矢島玄亮 編『徳川時代出版者出版物集覧 : 続編』に拠る。
- 医戒、杉田信訳、嘉永2年
- 永暦天雑書天文大成、天保6年
- 女四書芸文図会 4巻、清原宜明編、天保6年（相板）
- 女大学、天保14年（相板）
- 懐宝数引節用集、嘉永3（相板）、安政4年
- 改補外科調宝記、文化2年（相板）
- 冠辞考 10巻、賀茂真淵、寛政7年
- 冠辞考続貂年（かむりごと、つぎを） 7巻、上田秋成、享和1年
- 紀伊国名所百首、本居内遠、嘉永1年（相板）
- 玉海節用字林蔵、文政1年（相板）
- 月菴和尚法語、文政7年（相板）
- 護痘錦囊、石塚尹、文政7年（相板）
- 察病亀鑑 3巻、青木坦重訳、安政4年（相板）
- 小夜時雨、萩原広道、嘉永2年
- 三代実録 50巻、藤原時平等編、寛文3年跋
- 四季草 7巻、伊勢貞丈、天保8年（相板）
- 四書大全 48巻、清・汪份訂、嘉永7年
- 辞格考抄本 2巻、物集高世、安政5年（相板）
- 字尽節用解、嘉永2年（相板）
- 七新薬 5巻、司馬虧、文久2年（相板）
- 朱子語類 140巻、明·朱吾弼重編
- 修身辯四冊、石井光致、天保10年（相板）
- 春秋左氏伝 30巻 杜預集解、嘉永3年（相板）
- 書経集伝 6巻、宋・蔡沈、享和1年
- 傷寒論国字解 10巻,古野了作、安政3年（相板）
- 掌中要字選、鎌田禎、天保12年（相板）
- 小品考、西村広休、寛政6年（相板）
- 数引節用集、天保5年（相板）
- 增補懐中食性、天保10年序
- 玉霰窓の小篠 3巻、中島広足、文久1年（相板）
- 马爾乎波係辞弁、弘化3年序（作作萩原広道、嘉水2年）
- 内服同功初編、山田寛編、安政6年序（相板）
- 二十四孝絵抄、草加定環、天保13年（相板）
- 日本外史 22巻、頼襄、嘉永1年（相板）
- 秘事新書、本木昌造、慶応4年跋（相板）
- 常陸紀行 2巻、黒崎貞郷、文化9年自序
- 標注職原抄校本 3巻、近藤芳樹、安政5年（相板）
- 標注令義解校本 3巻、近藤芳樹、元治1年（相板）
- 扶氏経験遺訓 25巻、附3巻、菜方 2巻、緒方章・弟・郁 訳、安政7年（相板）
- 武将感状記 10巻、熊沢正興、元治1年
- 民家育草三冊大蔵永常、文政10年（相板）